# サイモン・マクブライド
サイモン・マクブライド（Simon McBride、1979年4月9日 - ）は、北アイルランド出身のロック・ギタリスト兼シンガーソングライター。ソロアーティストとして、またディープ・パープル等のメンバーとして活動。

## 略歴
1979年、北アイルランドのベルファストに生まれる。父親がレッド・ツェッペリン、フリー、ジミ・ヘンドリックスなどのクラシックロックの大ファンで、いつも家ではロック音楽が流れていた。9歳のとき、家にあったギターを弾き始める。最初に影響を受けたバンドはAC/DC。影響を受けたギタリストとして、ジョー・サトリアーニ、スティーヴ・ヴァイ、エドワード・ヴァン・ヘイレンなどをあげている。また、同郷のゲイリー・ムーアは、彼のスタイルと攻撃性から大きな影響を受けたと語っている。
16歳のとき、1994年に再結成されたスウィート・サヴェージにヴィヴィアン・キャンベルの代わりとして加入し、2枚のスタジオアルバムを制作。その後、1991年の映画『ザ・コミットメンツ』で名声を博したアイルランドの歌手アンドリュー・ストロングのツアーに6年間同行した後、ソロ活動の道に進む。
2015年からドン・エイリーのリーダーバンド（ドン・エイリー・バンドまたはドン・エイリー&フレンズと呼ばれている）に参加している。このバンドで、2016年11月に行われたイアン・ギランの東欧ツアーのバックを務めている。
ホワイトスネイク等の活動で知られるミッキー・ムーディやニール・マーレイらが2011年に結成したスネイクチャーマーに加入し、2017年のセカンドアルバム『セカンド・スキン』のレコーディングに参加する。
2022年4月、スティーヴ・モーズが闘病中の妻の看病に専念するためにディープ・パープルを一時的に離脱し、その間のモーズの代理をマクブライドが務めることが発表された。同年7月にはモーズがバンドからの脱退を表明すると、9月にバンドはマクブライドを正式メンバーとして迎え入れたことを発表した。　　　　　

## ディスコグラフィ

### ソロ・プロジェクト

#### スタジオ・アルバム
- Rich Man Falling（2008年）
- Since Then（2010年）
- Crossing The Line（2012年）
- The Fighter（2022年）

#### ライブ・アルバム
- Nine Lives（2012年）
- Official Live Bootleg – The Borderline, London 22.05.16（2016年）
- Official Live Bootleg 02 (Live In Bonn-16-12.2017)（2017年）

### スウィート・サヴェージ
- Killing Time（1996年）
- Rune（1998年）

### ドン・エイリー&フレンズ
- Live In Hamburg（2021年）

### スネイクチャーマー
- 『セカンド・スキン』- Second Skin（2017年）

### イアン・ギラン・ウィズ・ドン・エイリー・バンド
- 『コントラクチュアル・オブリゲイション#1：ライヴ・イン・モスクワ』- Contractual Obligation #1: Live In Moscow（2019年）
- Contractual Obligation #2: Live In Warsaw（2019年）
- Contractual Obligation #3: Live In St. Petersburg（2019年）

### ディープ・パープル
- 『=1』- =1（2024年）